# The Key to Time
The Key to Time é a 16.ª temporada da série de televisão britânica de ficção científica Doctor Who. Ela estreou em 2 de setembro de 1978 com o serial The Ribos Operation e terminou em 24 de fevereiro de 1979 com The Armageddon Factor. Estrelou Tom Baker como o Quarto Doutor, Mary Tamm como Romana e John Leeson como a voz de K-9. Todos os seriais da temporada são segmentos de uma mesma história, que mostra o Doutor e seus acompanhantes em busca da chave do tempo, um poderoso artefato.
A temporada foi produzida neste formato como parte de um pedido de Graham Williams para aceitar o cargo de novo produtor da série.

## Elenco

### Principal
- Tom Baker como o Quarto Doutor
- Mary Tamm como Romana
- John Leeson como a voz de K-9

## Seriais
| História | Serial | Título                | Dirigido por          | Escrito por             | Exibição original | Cód. de produção | Audiência no Reino Unido (milhões) | AI     |
| --- | ------ | --------------------- | --------------------- | ----------------------- | --- | ---------------- | ---------------------------------- | ------ |
| 98 | 1      | The Ribos Operation   | George Spenton-Foster | Robert Holmes           | 2 de setembro de 19789 de setembro de 197816 de setembro de 197823 de setembro de 1978                                                | 5A               | 8,38,17,98,2                       | 59—67  |
| O Doutor é recrutado pelo Guardião Branco para buscar as seis partes da Chave do Tempo. A busca pela primeira leva-o a Ribos, um planeta medieval que o trapaceiro de confiança galáctica Garron está tentando vender para o Graff Vynda-K.                           |        |                       |                       |                         | |                  |                                    |        |
| 99 | 2      | The Pirate Planet     | Pennant Roberts       | Douglas Adams           | 30 de setembro de 19787 de outubro de 197814 de outubro de 197821 de outubro de 1978                                                  | 5B               | 9,17,48,28,4                       | 61—64  |
| A busca peloa segunda parte leva o Doutor e seus acompanhantes ao planeta Zanak, que foi esvaziado e equipado com motores do hiperespaço, permitindo que seu insano Capitão meio-robô o materializasse em torno de outros planetas menores e saqueasse seus recursos. |        |                       |                       |                         | |                  |                                    |        |
| 100 | 3      | The Stones of Blood   | Darrol Blake          | David Fisher            | 28 de outubro de 19784 de novembro de 197811 de novembro de 197818 de novembro de 1978                                                | 5C               | 8,66,69,37,6                       | —67    |
| A busca pela terceira parte leva-os à Terra, onde um criminoso antigo que roubou o segmento se disfarça como a deusa celta Cailleach. |        |                       |                       |                         | |                  |                                    |        |
| 101 | 4      | The Androids of Tara  | Michael Hayes         | David Fisher            | 25 de novembro de 19782 de dezembro de 19789 de dezembro de 197816 de dezembro de 1978                                                | 5D               | 9,510,18,99,0                      | —65—66 |
| A busca pela quarta parte leva-os ao planeta Tara. O Doutor e Romana encontram-se envolvidos nos jogos políticos do planeta Tara, onde duplos, androides ou não, complicam a coroação do príncipe Reynart.                                                            |        |                       |                       |                         | |                  |                                    |        |
| 102 | 5      | The Power of Kroll    | Norman Stewart        | Robert Holmes           | 23 de dezembro de 197830 de dezembro de 19786 de janeiro de 197913 de janeiro de 1979                                                 | 5E               | 6,512,48,99,9                      | —63    |
| A busca pela quinta parte leva-os para a terceira lua do Delta Magna, travada no meio de uma disputa entre a tripulação de uma refinaria de metano e os nativos (conhecidos como "Swampies").                                                                         |        |                       |                       |                         | |                  |                                    |        |
| 103 | 6      | The Armageddon Factor | Michael Hayes         | Bob Baker e Dave Martin | 20 de janeiro de 197927 de janeiro de 19793 de fevereiro de 197910 de fevereiro de 197917 de fevereiro de 197924 de fevereiro de 1979 | 5F               | 7,58,87,88,69,6                    | 65—66  |
| A busca pela sexta e última parte leva-os a Atrios, um mundo em guerra com seu vizinho planetário Zeos. Mas o Guardião Negro está se aproximando. |        |                       |                       |                         | |                  |                                    |        |

## Romantizações
| História              | Título do romance                    | Autor          | Publicação             |
| --------------------- | ------------------------------------ | -------------- | ---------------------- |
| The Ribos Operation   | Doctor Who and the Ribos Operation   | Ian Marter     | 11 de dezembro de 1979 |
| The Pirate Planet     | The Pirate Planet                    | James Goss     | 5 de janeiro de 2017   |
| The Stones of Blood   | Doctor Who and the Stones of Blood   | Terrance Dicks | 20 de março de 1980    |
| The Androids of Tara  | Doctor Who and the Androids of Tara  | Terrance Dicks | 24 de abril de 1980    |
| The Power of Kroll    | Doctor Who and the Power of Kroll    | Terrance Dicks | 26 de maio de 1980     |
| The Armageddon Factor | Doctor Who and the Armageddon Factor | Terrance Dicks | 26 de junho de 1980    |